# Горленко Петро Іванович
Петро Іванович Горленко (1790 — 1851) — український військовик, декабрист. Зі старовинного козацького шляхетського роду Горленків, праправнук Д.Апостола, внук полтавського полковника А. Горленка, син поміщика з містечка Іваниця (Прилуцького повіту Чернігівського намісництва), відставного прем'єр-майора Івана Андрійовича Горленка та його дружини Марії Андріївни (до шлюбу — Миницької). Внучатий племінник єпископа Бєлгородського і Обоянського Іоасафа.
Замолоду служив офіцером у лейб-гвардії Гусарському полку. Разом із Надією Дуровою, яка тоді називалась Олександром Александровим, у Києві виконував ординарські обов'язки при генералові Михайлові Милорадовичеві. Учасник Війни 1812. Після повернення в Україну — у 2-й армії, ротмістр (1820), ад'ютант П. Вітгенштейна, узяв шлюб із небогою його дружини Ганною Костянтинівною Снарською. Став полковником гусарського полку ім. П.Вітгенштейна.
Член Південного товариства, якого прийняв до таємної революційної організації князь О.Барятинський. 27(15) червня 1826 ув'язнений у Петропавловській фортеці. 20(08) липня того ж року переведений до Павлоградського гусарського полку, 14(02) квітня 1828 увільнений від служби. Мешкав у містечку Іваниця Прилуцького повіту (тоді Полтавської губернії). Перебував під наглядом поліції. 1848 року подарував М.Маркевичу колекцію давніх рукописів. З кількох сот кріпаків, якими Горленко володів раніше, 1850 року у нього залишилося «4 душі чоловічої статі».